# Baldred Rock
Der Baldred Rock ist ein Rifffelsen unweit der Insel Laurie Island im Archipel der Südlichen Orkneyinseln. Er liegt inmitten der Fitchie Bay südlich der Küste der Ferrier-Halbinsel und 1,2 km ostsüdöstlich der Insel Graptolite Island.
Kartiert wurde der Felsen während der Scottish National Antarctic Expedition (1902–1904) unter der Leitung des Polarforschers William Speirs Bruce und später wegen seiner Ähnlichkeit mit der schottischen Felseninsel Bass Rock gleichfalls so benannt. Da jedoch eine weitere Insel in der Gruppe der westantarktischen Joinville-Inseln diesen Namen trägt, entschied sich das UK Antarctic Place-Names Committee im Jahr 1954 zu einer Umbenennung. Neuer Namensgeber ist der heiliggesprochene northumbrische Abt Baldred von Tyninghame († 707), der als Eremit auf der oben genannten schottischen Felseninsel gelebt haben soll.